# Каштановый банкет
Каштановый банкет — традиционное название празднества, устроенного в Апостольском дворце Чезаре Борджиа, сыном римского папы Александра VI, накануне дня всех Святых 31 октября 1501 года. Отчёт о банкете сохранён апостольским протонотарием и церемониймейстером Иоганном Бурхардом в Liber Notarum.
Банкет был дан в апартаментах Чезаре в Апостольском дворце. Пятьдесят проституток и куртизанок прислуживали за столом гостям банкета. После завершения трапезы канделябры с зажжёнными свечами были поставлены на пол, и вокруг них были разбросаны каштаны. Одежды куртизанок были распроданы с аукциона, а затем гости и проститутки начали ползать обнажёнными среди канделябров, собирая каштаны. Сразу после представления духовные лица и другие гости вечера все вместе занялись с проститутками сексом. Согласно Бурхарду: «наконец, были выложены подарки, шелковые плащи, обувь, береты и другие вещи, которые обещаны были тем, кто более других познает плотски названных блудниц».
Согласно американскому историку и биографу У. Манчестеру, «слуги подсчитывали количество оргазмов каждого мужчины для папы, который весьма восторгался мужественностью мужчин и измерял её объёмом их эякуляций». Он также упоминает об использовании сексуальных игрушек. Бурхард, однако, не упоминает об этом в своём отчёте о банкете. Первичный источник информации не установлен.